# Julius Koch (Künstler)
Julius Koch (* 22. November 1882 in Achern, Baden; † 1952 in Bad Cannstatt) war ein deutscher Maler und Grafiker.

## Werdegang
Koch studierte als Schüler bei Friedrich Fehr und Ferdinand Keller an der Staatlichen Akademie der Bildenden Künste Karlsruhe. In Folge wurde er dort Meisterschüler bei Wilhelm Trübner in Karlsruhe. Er zählt zu den späten Impressionisten. Koch war Mitglied in den künstlerischen Vereinigungen Künstlerbund Stuttgart und Freie Künstlervereinigung Baden. Julius Koch starb im Alter von 70 Jahren.

## Werke (Auswahl)
- Blick von der Höhe auf Lindau an einem Sommerabend[2]
- Fischer im Kahn beim Netzziehen[3]